# Giovanni Alvise Toscani
Giovanni Alvise Toscani (Milano, ... – Roma, 1478) è stato un giurista, umanista e poeta italiano.

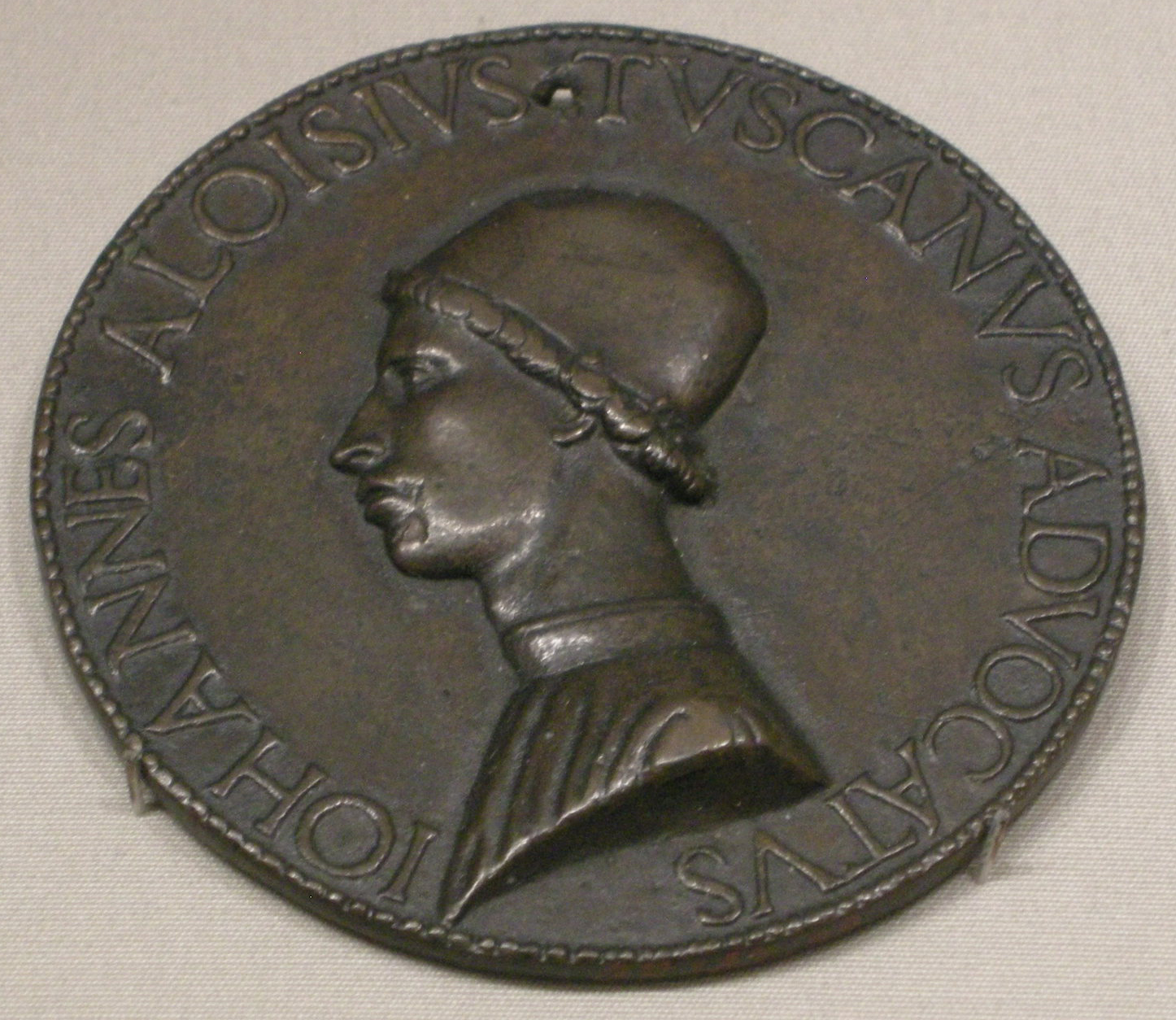
Lisippo il Giovane, medaglia di Giovanni Alvise Toscani, 1470 circa

Dal 1469 si stabilì a Roma per studiare legge, divenendo un rinomato avvocato concistoriale alla corte di papa Sisto IV. Il 12 gennaio 1477 fu promosso Auditor Camerae Apostolicae, il giudice supremo in materia di amministrazione finanziaria della Curia, ma morì prematuramente nel 1478.
Fu amico dello scultore e medaglista Lisippo il Giovane, che gli dedicò almeno sei medaglie.